# Gare de Stockem
La gare de Stockem est une gare ferroviaire belge de la ligne 162, de Namur à Sterpenich (frontière luxembourgeoise), située au village de Stockem sur le territoire de la ville d'Arlon, dans la province de Luxembourg en Région wallonne.
Elle est mise en service en 1881 par l'administration des chemins de fer de l'État belge. C'est un point d'arrêt ferroviaire de la Société nationale des chemins de fer belges (SNCB) desservie par des trains omnibus (L) et Heure de pointe (P).

## Situation ferroviaire
Établie à 361 mètres d'altitude, la gare de Stockem est située au point kilométrique (PK) 132,70 de la ligne 162, de Namur à Sterpenich (frontière du Luxembourg), entre les gares ouvertes de Habay et de Viville.

## Histoire
La ligne de Namur à la frontière du Luxembourg est mise en service par section en 1858. La Compagnie du Grand Luxembourg met en service la section de Ciney à Grupont, qui passe à Stockem, le 15 mai 1858. En 1867 il n'y a ni station ni halte à Stockem.
La station de Stockem est mise en service le 15 novembre 1881 par l'administration des chemins de fer de l'État belge.
Le 10 septembre 1993, l'arrêt de Stockem est supprimé pour les voyageurs, mais jusqu'à sa réouverture le 24 septembre 1995 certains trains marquent toujours l'arrêt pour permettre l'arrivée et le départ des cheminots qui travaillent à l'atelier SNCB de Stockem.

## Service des voyageurs

### Accueil
Halte de la SNCB, c'est un point d'arrêt non gardé (PANG). Elle dispose de deux quais avec abris. Le quai de la Voie B (vers Libramont) est accessible via la rue des Cheminots et le quai de la voie A (vers Arlon) via le passage à niveau.

### Desserte
Stockem est desservie par des trains Omnibus (L) et Heure de pointe (P) de la SNCB qui effectuent des missions sur la ligne 162.
En semaine, la desserte est constituée de trains L reliant toutes les heures Libramont à Arlon renforcées par des trains P supplémentaires : le matin, un train de Libramont et Arlon et un de Namur à Luxembourg ; l'après-midi, un train P d'Arlon à Libramont et, en début de soirée, un train P d'Arlon à Namur.
Les week-ends et jours fériés, la desserte est également constituée de trains L reliant toutes les deux heures Libramont à Arlon. Le dimanche soir en période scolaire, il existe un train P en provenance d’Arlon à destination de Liège-Saint-Lambert.

### Intermodalité
Des places de parking pour les véhicules sont disponibles près de l'ancien bâtiment voyageurs.

## Comptage voyageurs
Le graphique et le tableau montrent le nombre de passagers qui en moyenne embarquent durant la semaine, le samedi et le dimanche.
| Nombre de voyageurs qui embarquent à la gare de Stockem | Nombre de voyageurs qui embarquent à la gare de Stockem | Nombre de voyageurs qui embarquent à la gare de Stockem | Nombre de voyageurs qui embarquent à la gare de Stockem |
|                                                         | Semaine                                                 | Samedi                                                  | Dimanche                                                |
| ------------------------------------------------------- | ------------------------------------------------------- | ------------------------------------------------------- | ------------------------------------------------------- |
| 1977                                                    | 127                                                     | 35                                                      | 22                                                      |
| 1978                                                    | 113                                                     | 41                                                      | 30                                                      |
| 1979                                                    | 87                                                      | 39                                                      | 24                                                      |
| 1980                                                    | 85                                                      | 23                                                      | 14                                                      |
| 1981                                                    | 86                                                      | 33                                                      | 8                                                       |
| 1982                                                    | 103                                                     | 24                                                      | 19                                                      |
| 1983                                                    | 101                                                     | 33                                                      | 12                                                      |
| 1984                                                    | 102                                                     | 28                                                      | 13                                                      |
| 1985                                                    | 69                                                      | 21                                                      | 10                                                      |
| 1986                                                    | 54                                                      | 15                                                      | 2                                                       |
| 1987                                                    | 52                                                      | 12                                                      | 12                                                      |
| 1988                                                    | 51                                                      | 9                                                       | 5                                                       |
| 1989                                                    | 54                                                      | 17                                                      | 11                                                      |
| 1990                                                    | 39                                                      | 17                                                      | 12                                                      |
| 1991                                                    | 43                                                      | 16                                                      | 9                                                       |
| 1992                                                    | 28                                                      | 11                                                      | 6                                                       |
| 1993                                                    | -                                                       | -                                                       | -                                                       |
| 1994                                                    | -                                                       | -                                                       | -                                                       |
| 1995                                                    | 21                                                      | 3                                                       | 2                                                       |
| 1996                                                    | 38                                                      | 4                                                       | -                                                       |
| 1997                                                    | 42                                                      | 2                                                       | 1                                                       |
| 1998                                                    | 37                                                      | 6                                                       | 4                                                       |
| 1999                                                    | 41                                                      | 6                                                       | 4                                                       |
| 2000                                                    | 41                                                      | 8                                                       | 3                                                       |
| 2001                                                    | 33                                                      | 8                                                       | 4                                                       |
| 2002                                                    | 34                                                      | 8                                                       | -                                                       |
| 2003                                                    | 25                                                      | 2                                                       | 2                                                       |
| 2004                                                    | 23                                                      | 4                                                       | 4                                                       |
| 2005                                                    | 22                                                      | 6                                                       | 2                                                       |
| 2006                                                    | 24                                                      | 2                                                       | 4                                                       |
| 2007                                                    | 18                                                      | 6                                                       | 4                                                       |
| 2008                                                    | -                                                       | -                                                       | -                                                       |
| 2009                                                    | 24                                                      | 6                                                       | 2                                                       |
| 2010                                                    | -                                                       | -                                                       | -                                                       |
| 2011                                                    | -                                                       | -                                                       | -                                                       |
| 2012                                                    | 22                                                      | 5                                                       | 5                                                       |
| 2013                                                    | 33                                                      | -                                                       | 9                                                       |
| 2014                                                    | 14                                                      | 16                                                      | 4                                                       |
| 2015                                                    | 18                                                      | 3                                                       | 3                                                       |
| 2016                                                    | 13                                                      | 9                                                       | 2                                                       |
| 2017                                                    | 9                                                       | 4                                                       | 4                                                       |
| 2018                                                    | 18                                                      | 5                                                       | -                                                       |
| 2019                                                    | 26                                                      | 6                                                       | 10                                                      |
| 2020                                                    | 10                                                      | 6                                                       | 6                                                       |
| 2021                                                    | -                                                       | -                                                       | -                                                       |
| 2022                                                    | 74                                                      | 20                                                      | 42                                                      |
| 2023                                                    | 60                                                      | 27                                                      | 31                                                      |
| 2024                                                    | 74                                                      | 19                                                      | 26                                                      |

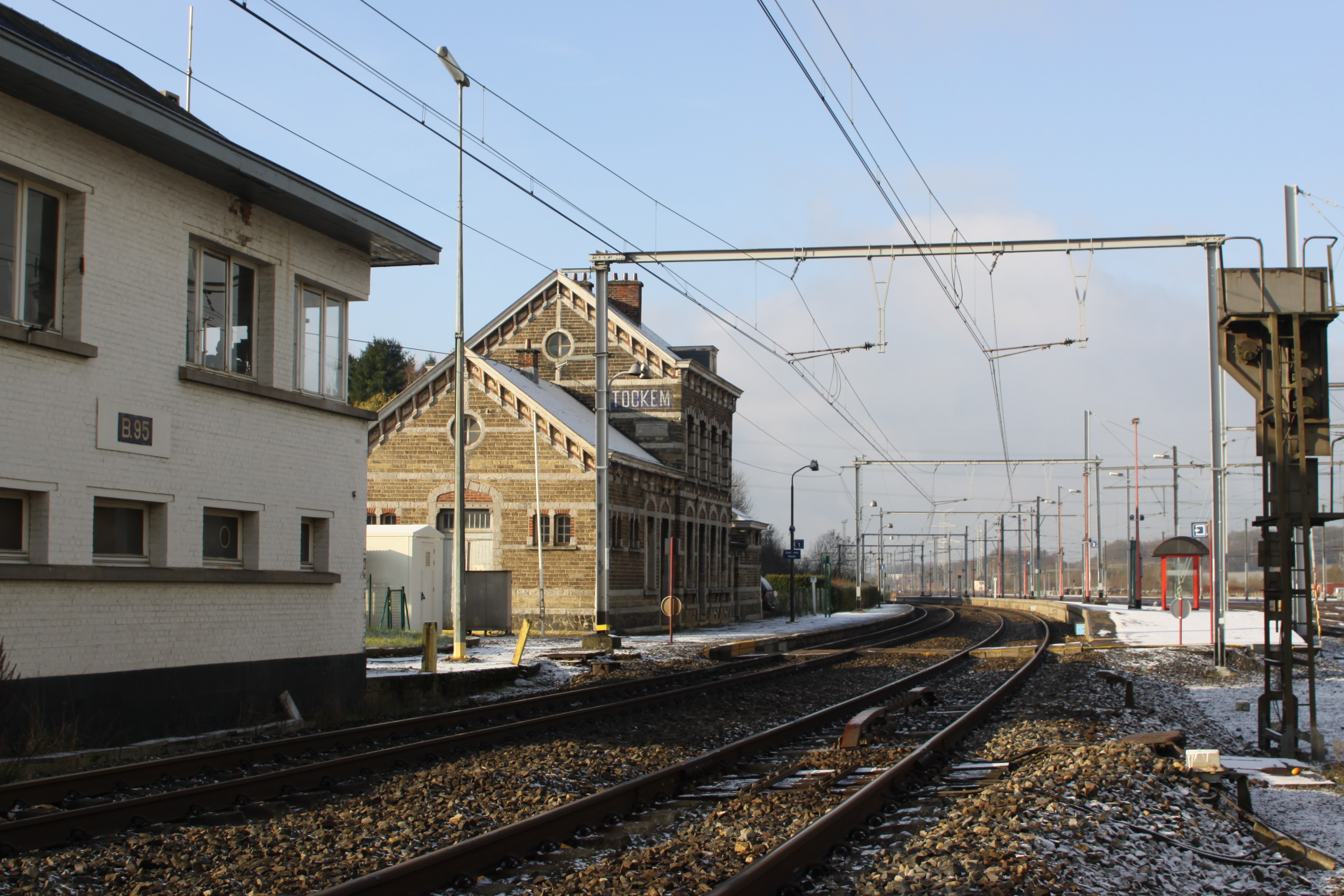
La gare en 2010 avec l'ancien poste de signalisation (démoli).
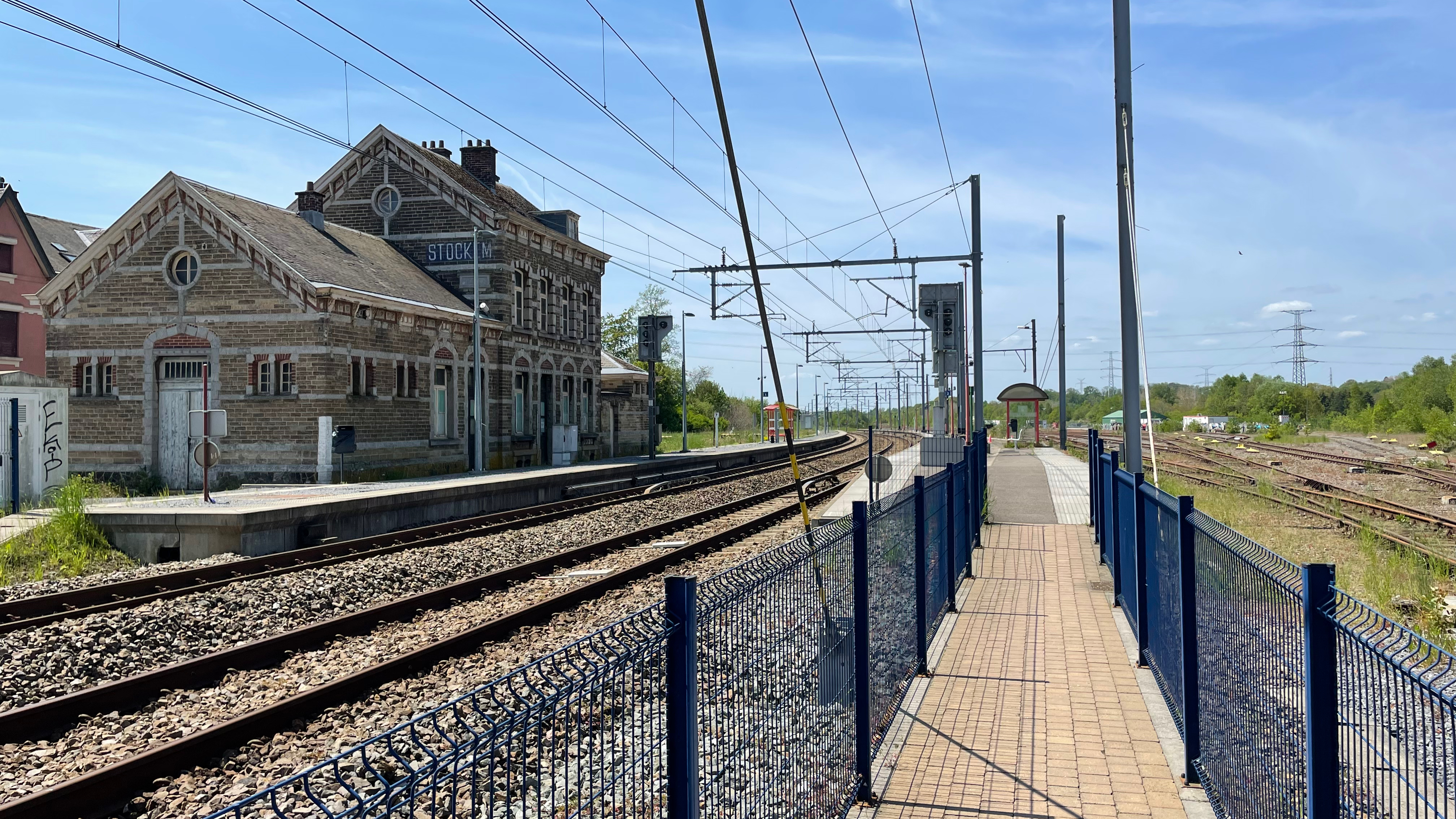
La gare en 2023.
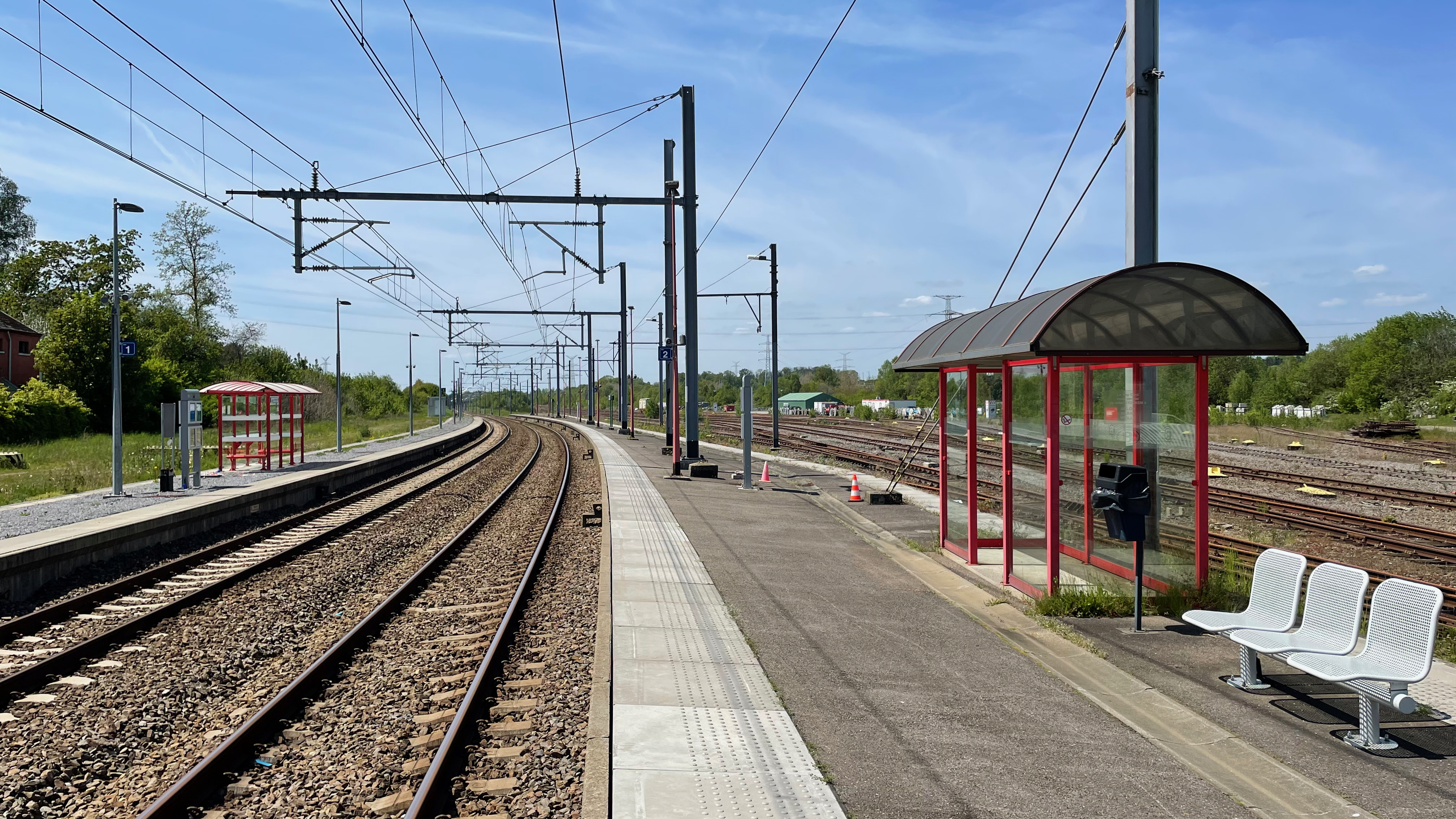
Nouveaux quais.

## Patrimoine ferroviaire
Appartenant au plan type 1893 des Chemins de fer de l'État belge, ce bâtiment de pierre de taille couleur ocre est très richement décoré par rapport à certaines gares de ce modèle avec de la pierre locale gris clair (en partie striée) qui rythme la façade par de nombreux bandeaux et est aussi utilisée pour l’entourage des ouvertures et les arcs de décharge du rez-de-chaussée. Il y a également une assise en pierres plus foncées et irrégulières surmonté d’un large bandeau de briques plus grandes et plus claires et un usage décoratif de la brique rouge autour des petites baies géminées du magasin et en surplomb des baies du premier étage. À l’étage et sur l’aile de service en L, les fenêtres sont surmontées d’arcs bombés de brique au lieu des linteaux droits habituels sur ce type de gare. Tous les pignons sont percés d’un oculus au centre de deux bandeaux de pierre horizontaux et verticaux. En outre, une frise de céramique blanche et rouge brique se trouve entre les montants en bois de la corniche. Un cadre en pierre bleue portait l’inscription gravée du nom de la gare, il a depuis été doublé par une inscription peinte en bleu et blanc sur la façade juste au dessus.
Plusieurs variantes de cette gare ont été construites selon la taille de l’aile abritant le magasin et la salle d’attente (ou une partie de la salle d’attente pour les haltes les plus petites) possédait une aile de quatre travées à gauche (dont deux dévolues aux colis et bagages), 27 autres gares sont connues pour avoir été construites avec une telle disposition.